# Poecilia velifera
Molly voile
Espèce
Synonymes
- Mollienesia velifera Regan, 1914[1]

Poecilia velifera, communément appelé Molly voile, est une espèce de poissons d'eau douce tropicale de la famille des Poecilidés.

## Systématique
L'espèce Poecilia velifera a été initialement décrite en 1914 par l'ichtyologiste britannique Charles Tate Regan (1878-1943) sous le protonyme de Mollienesia velifera.

## Répartition, habitat
Ces poissons sont originaires de l'Amérique centrale (du Mexique au Guatemala). Dans leur habitat naturel, ils vivent dans des zones peu profondes où l'eau est chaude et légèrement saumâtre.

## Description

### Morphologie
Les femelles mesurent jusqu'à 18 cm et les mâles de 10 à 15 cm. La nageoire dorsale du mâle s'étend du haut du dos jusqu'à la queue (d'où son nom), tandis que celle de la femelle s'arrête en début de queue. Il existe de nombreuses variétés qui diffèrent par leur couleur.

### Reproduction
Ce poisson est ovovivipare, la fécondation est donc interne.
De plus, tout comme les guppys, ils sont extrêmement prolifiques. Lorsque la femelle est sur le point de mettre au monde ses petits, sa tache anale est très noire et son ventre est gonflé d'œufs.
La femelle peut mettre au monde, tous les 20 à 25 jours, jusqu'à une cinquantaine d'alevins dont la taille varie entre 4 et 7 mm. Les alevins sortent vivant et vont être capables de se nourrir seuls. Il faut environ un an aux jeunes pour arriver à maturité sexuelle.
Ils peuvent vivre de 2 à 3 ans.

## Maintenance en captivité
| Origine         | Amérique centrale | Eau           | Eau douce à saumâtre                    |
| Dureté de l'eau | 15 à 35 °GH       | pH            | 7.5 à 8.5                               |
| Température     | 23.5 à 28 °C      | Volume mini.  | minimum 200 litres pour qu'il soit bien |
| Alimentation    | Omnivore          | Taille adulte | 10 à 18 cm                              |
| Reproduction    | Ovovivipare       | Zone occupée  | surface et médiane                      |
| Sociabilité     | paisible          | Difficulté    | facile                                  |

Ce Molly voile requiert une eau dure éventuellement légèrement saumâtre. Une température de 22 à 28 °C et un pH alcalin compris entre 7,5 et 8,5. La dureté de l'eau doit se situer dans une fourchette de 15° à 35 °d GH.

### Alimentation
Ils sont omnivores mais de temps en temps ont besoin d'une nourriture pour herbivores.

### Comportement
Ces poissons ne sont pas agressifs, ils se plaisent beaucoup dans des bacs communautaires. Il est cependant préférable de séparer les alevins des parents, qui n'auront aucun scrupule à n'en faire qu'une bouchée.
Poecilia velifera ne mange pas ses petits s'il est bien nourri.